# Franciaország a 2006. évi téli olimpiai játékokon
Franciaország az olaszországi Torinóban megrendezett 2006. évi téli olimpiai játékok egyik részt vevő nemzete volt. Az országot az olimpián 10 sportágban 82 sportoló képviselte, akik összesen 9 érmet szereztek.

## Érmesek
| Érem  | Versenyző                                                               | Sportág      | Versenyszám                 |
| ----- | ----------------------------------------------------------------------- | ------------ | --------------------------- |
| Arany | Antoine Dénériaz                                                        | Alpesisí     | Férfi lesiklás              |
| Arany | Vincent Defrasne                                                        | Biatlon      | Férfi 12,5 km üldözőverseny |
| Arany | Florence Baverel-Robert                                                 | Biatlon      | Női 7,5 km sprint           |
| Ezüst | Joël Chenal                                                             | Alpesisí     | Férfi óriás-műlesiklás      |
| Ezüst | Roddy Darragon                                                          | Sífutás      | Férfi egyéni sprint         |
| Bronz | Julien Robert Vincent Defrasne Ferréol Cannard Raphaël Poirée           | Biatlon      | Férfi 4 × 7,5 km váltó      |
| Bronz | Delphyne Peretto Florence Baverel-Robert Sylvie Becaert Sandrine Bailly | Biatlon      | Női 4 × 6 km váltó          |
| Bronz | Sandra Laoura                                                           | Síakrobatika | Női mogul                   |
| Bronz | Paul-Henri De Le Rue                                                    | Snowboard    | Férfi krossz                |

## Alpesisí
Férfi
| Versenyző              | Versenyszám            | 1. futam      | 1. futam      | 2. futam      | 2. futam      | Összesítés    | Összesítés    |
| Versenyző              | Versenyszám            | Idő           | Hely.         | Idő           | Hely.         | Idő           | Helyezés      |
| ---------------------- | ---------------------- | ------------- | ------------- | ------------- | ------------- | ------------- | ------------- |
| Yannick Bertrand       | Lesiklás               |               |               |               |               | 1:51,37       | 24.           |
| Yannick Bertrand       | Szuperóriás-műlesiklás |               |               |               |               | 1:32,21       | 24.*          |
| Pierrick Bourgeat      | Műlesiklás             | 54,45         | 12.           | 51,03         | 14.           | 1:45,48       | 11.           |
| Raphaël Burtin         | Óriás-műlesiklás       | 1:20,70       | 26.           | 1:20,29       | 20.           | 2:40,99       | 21.           |
| Joël Chenal            | Óriás-műlesiklás       | 1:16,80       | 2.            | 1:18,27       | 2.            | 2:35,07       |               |
| Pierre-Emmanuel Dalcin | Lesiklás               |               |               |               |               | 1:50,35       | 11.           |
| Pierre-Emmanuel Dalcin | Szuperóriás-műlesiklás |               |               |               |               | nem ért célba | nem ért célba |
| Antoine Dénériaz       | Lesiklás               |               |               |               |               | 1:48,80       |               |
| Antoine Dénériaz       | Szuperóriás-műlesiklás |               |               |               |               | 1:31,49       | 11.           |
| Thomas Fanara          | Óriás-műlesiklás       | nem ért célba | nem ért célba | kiesett       | kiesett       | kiesett       | kiesett       |
| Jean-Baptiste Grange   | Műlesiklás             | 54,84         | 18.           | nem ért célba | nem ért célba | kiesett       | kiesett       |
| Gauthier de Tessières  | Óriás-műlesiklás       | nem ért célba | nem ért célba | kiesett       | kiesett       | kiesett       | kiesett       |
| Gauthier de Tessières  | Szuperóriás-műlesiklás |               |               |               |               | 1:34,94       | 39.           |
| Stéphane Tissot        | Műlesiklás             | nem ért célba | nem ért célba | kiesett       | kiesett       | kiesett       | kiesett       |
| Jean-Pierre Vidal      | Műlesiklás             | nem indult    | nem indult    | kiesett       | kiesett       | kiesett       | kiesett       |

| Versenyző            | Versenyszám | Lesiklás | Lesiklás | Műlesiklás | Műlesiklás | Műlesiklás | Műlesiklás | Műlesiklás | Műlesiklás | Összesítés | Összesítés |
| Versenyző            | Versenyszám | Lesiklás | Lesiklás | 1. futam   | 1. futam   | 2. futam   | 2. futam   | Össz.      | Össz.      | Összesítés | Összesítés |
| Versenyző            | Versenyszám | Idő      | Hely.    | Idő        | Hely.      | Idő        | Hely.      | Idő        | Hely.      | Idő        | Helyezés   |
| -------------------- | ----------- | -------- | -------- | ---------- | ---------- | ---------- | ---------- | ---------- | ---------- | ---------- | ---------- |
| Pierrick Bourgeat    | Összetett   | 1:41,35  | 30.      | 45,56      | 10.        | 44,38      | 3.         | 1:29,94    | 6.         | 3:11,29    | 8.         |
| Jean-Baptiste Grange | Összetett   | 1:44,05  | 45.      | 44,63      | 4.         | 43,83      | 1.         | 1:28,46    | 2.         | 3:12,51    | 13.        |

Női
| Versenyző               | Versenyszám            | 1. futam | 1. futam | 2. futam | 2. futam | Összesítés | Összesítés |
| Versenyző               | Versenyszám            | Idő      | Hely.    | Idő      | Hely.    | Idő        | Helyezés   |
| ----------------------- | ---------------------- | -------- | -------- | -------- | -------- | ---------- | ---------- |
| Anne-Sophie Barthet     | Műlesiklás             | 46,28    | 37.      | 50,38    | 33.      | 1:36,66    | 34.        |
| Ingrid Jacquemod        | Lesiklás               |          |          |          |          | 1:58,46    | 16.        |
| Ingrid Jacquemod        | Óriás-műlesiklás       | 1:02,56  | 20.      | 1:11,49  | 23.      | 2:14,05    | 21.        |
| Ingrid Jacquemod        | Szuperóriás-műlesiklás |          |          |          |          | 1:35,28    | 32.        |
| Florine de Leymarie     | Műlesiklás             | 43,40    | 9.       | 47,99    | 14.*     | 1:31,39    | 11.        |
| Marie Marchand-Arvier   | Lesiklás               |          |          |          |          | 1:58,39    | 15.        |
| Marie Marchand-Arvier   | Szuperóriás-műlesiklás |          |          |          |          | 1:34,82    | 25.        |
| Carole Montillet-Carles | Lesiklás               |          |          |          |          | 2:01,03    | 28.        |
| Carole Montillet-Carles | Szuperóriás-műlesiklás |          |          |          |          | 1:33,31    | 5.         |
| Laure Pequegnot         | Műlesiklás             | kizárták | kizárták | kiesett  | kiesett  | kiesett    | kiesett    |
| Vanessa Vidal           | Műlesiklás             | 44,49    | 23.      | 48,48    | 26.      | 1:32,97    | 26.        |

| Versenyző             | Versenyszám | Műlesiklás    | Műlesiklás    | Műlesiklás | Műlesiklás | Műlesiklás | Műlesiklás | Lesiklás | Lesiklás | Összesítés | Összesítés |
| Versenyző             | Versenyszám | 1. futam      | 1. futam      | 2. futam   | 2. futam   | Össz.      | Össz.      | Lesiklás | Lesiklás | Összesítés | Összesítés |
| Versenyző             | Versenyszám | Idő           | Hely.         | Idő        | Hely.      | Idő        | Hely.      | Idő      | Hely.    | Idő        | Helyezés   |
| --------------------- | ----------- | ------------- | ------------- | ---------- | ---------- | ---------- | ---------- | -------- | -------- | ---------- | ---------- |
| Marie Marchand-Arvier | Összetett   | 41,04         | 28.           | 44,62      | 14.        | 1:25,66    | 19.        | 1:31,45  | 15.      | 2:57,11    | 18.        |
| Anne-Sophie Barthet   | Összetett   | nem ért célba | nem ért célba | kiesett    | kiesett    | kiesett    | kiesett    | kiesett  | kiesett  | kiesett    | kiesett    |

* - egy másik versenyzővel azonos eredményt ért el

## Biatlon
Férfi
| Versenyző                                                     | Versenyszám           | Lövőhiba    | Időeredmény   | Helyezés      |
| ------------------------------------------------------------- | --------------------- | ----------- | ------------- | ------------- |
| Ferréol Cannard                                               | 10 km sprint          | 1 (1+0)     | 28:19,7       | 31.           |
| Ferréol Cannard                                               | 12,5 km üldözőverseny | 5 (2+0+1+2) | 40:07,7       | 40.           |
| Vincent Defrasne                                              | 10 km sprint          | 1 (0+1)     | 26:54,2       | 4.            |
| Vincent Defrasne                                              | 12,5 km üldözőverseny | 2 (0+0+0+2) | 35:20,2       |               |
| Vincent Defrasne                                              | 15 km tömegrajtos     | 4 (0+1+1+2) | 48:20,7       | 11.           |
| Vincent Defrasne                                              | 20 km egyéni          | 6 (3+1+0+2) | 59:16,1       | 34.           |
| Simon Fourcade                                                | 20 km egyéni          | 3 (1+0+0+2) | 59:01,7       | 31.           |
| Raphaël Poirée                                                | 10 km sprint          | 1 (1+0)     | 27:19,0       | 8.            |
| Raphaël Poirée                                                | 12,5 km üldözőverseny | 2 (2+0+ – ) | nem ért célba | nem ért célba |
| Raphaël Poirée                                                | 15 km tömegrajtos     | 2 (1+1+0+0) | 48:24,9       | 12.           |
| Raphaël Poirée                                                | 20 km egyéni          | 3 (2+0+1+0) | 57:21,1       | 20.           |
| Julien Robert                                                 | 10 km sprint          | 0 (0+0)     | 27:54,1       | 18.           |
| Julien Robert                                                 | 12,5 km üldözőverseny | 1 (1+0+0+0) | 37:15,9       | 10.           |
| Julien Robert                                                 | 15 km tömegrajtos     | 2 (0+1+1+0) | 48:51,8       | 16.           |
| Julien Robert                                                 | 20 km egyéni          | 0 (0+0+0+0) | 55:59,4       | 6.            |
| Julien Robert Ferréol Cannard Vincent Defrasne Raphaël Poirée | 4 × 7,5 km váltó      | 0+6         | 1:22:35,1     |               |

Női
| Versenyző                                                               | Versenyszám         | Lövőhiba    | Időeredmény | Helyezés |
| ----------------------------------------------------------------------- | ------------------- | ----------- | ----------- | -------- |
| Sandrine Bailly                                                         | 7,5 km sprint       | 2 (1+1)     | 22:43,0     | 6.       |
| Sandrine Bailly                                                         | 10 km üldözőverseny | 3 (0+1+0+2) | 39:39,4     | 12.      |
| Sandrine Bailly                                                         | 12,5 km tömegrajtos | 4 (0+1+2+1) | 42:21,5     | 10.      |
| Sandrine Bailly                                                         | 15 km egyéni        | 3 (1+1+0+1) | 51:58,2     | 6.       |
| Florence Baverel-Robert                                                 | 7,5 km sprint       | 0 (0+0)     | 22:31,4     |          |
| Florence Baverel-Robert                                                 | 10 km üldözőverseny | 4 (1+1+1+1) | 39:57,6     | 13.      |
| Florence Baverel-Robert                                                 | 12,5 km tömegrajtos | 2 (1+1+0+0) | 41:40,5     | 5.       |
| Florence Baverel-Robert                                                 | 15 km egyéni        | 5 (4+0+1+0) | 54:14,1     | 26.      |
| Sylvie Becaert                                                          | 7,5 km sprint       | 0 (0+0)     | 24:12,9     | 30.      |
| Sylvie Becaert                                                          | 10 km üldözőverseny | 3 (1+1+1+0) | 43:17,1     | 34.      |
| Sylvie Becaert                                                          | 12,5 km tömegrajtos | 6 (1+1+2+2) | 45:38,4     | 26.      |
| Sylvie Becaert                                                          | 15 km egyéni        | 2 (0+1+1+0) | 53:59,0     | 24.      |
| Delphyne Peretto                                                        | 7,5 km sprint       | 0 (0+0)     | 23:31,2     | 14.*     |
| Delphyne Peretto                                                        | 10 km üldözőverseny | 3 (0+2+0+1) | 41:52,8     | 26.      |
| Delphyne Peretto                                                        | 12,5 km tömegrajtos | 5 (3+0+0+2) | 45:39,9     | 27.      |
| Delphyne Peretto                                                        | 15 km egyéni        | 3 (1+1+1+0) | 55:40,5     | 40.      |
| Delphyne Peretto Florence Baverel-Robert Sylvie Becaert Sandrine Bailly | 4 × 6 km váltó      | 0+8         | 1:18:38,7   |          |

* - egy másik versenyzővel azonos eredményt ért el

## Bob
Férfi
| Versenyző                                                                  | Versenyszám | 1. futam | 1. futam | 2. futam | 2. futam | 3. futam | 3. futam | 4. futam | 4. futam | Összesítés | Összesítés |
| Versenyző                                                                  | Versenyszám | Idő      | Hely.    | Idő      | Hely.    | Idő      | Hely.    | Idő      | Hely.    | Idő        | Helyezés   |
| -------------------------------------------------------------------------- | ----------- | -------- | -------- | -------- | -------- | -------- | -------- | -------- | -------- | ---------- | ---------- |
| Bruno Mingeon Stephane Galbert                                             | Kettes      | 56,49    | 19.      | 56,75    | 22.      | 57,11    | 20.      | kiesett  | kiesett  | 2:50,35    | 21.        |
| Bruno Mingeon Christophe Fouquet Pierre-Alain Menneron Alexandre Vanhoutte | Négyes      | 56,09    | 18.      | 56,08    | 16.*     | 55,87    | 18.      | 55,71    | 19.      | 3:43,75    | 19.        |

* - egy másik csapattal azonos eredményt ért el

## Északi összetett
| Versenyző                                                   | Versenyszám        | Síugrás | Síugrás | Síugrás    | Sífutás | Sífutás | Összesítés | Összesítés |
| Versenyző                                                   | Versenyszám        | Pont    | Hely.   | Időhátrány | Idő     | Hely.   | Idő        | Helyezés   |
| ----------------------------------------------------------- | ------------------ | ------- | ------- | ---------- | ------- | ------- | ---------- | ---------- |
| Nicolas Bal                                                 | Normálsánc + 15 km | 188,5   | 42.*    | +4:56      | 39:32,9 | 11.     | 44:28,9    | 31.        |
| Nicolas Bal                                                 | Nagysánc + 7,5 km  | 95,4    | 39.     | +2:01      | 18:05,7 | 8.      | 20:06,7    | 27.        |
| François Braud                                              | Normálsánc + 15 km | 194,0   | 37.*    | +4:34      | 42:28,3 | 42.     | 47:02,3    | 42.        |
| Jason Lamy-Chappuis                                         | Normálsánc + 15 km | 257,0   | 3.*     | +0:22      | 41:12,0 | 37.     | 41:34,0    | 11.        |
| Jason Lamy-Chappuis                                         | Nagysánc + 7,5 km  | 124,4   | 2.      | +0:05      | 18:46,5 | 29.     | 18:51,5    | 4.         |
| Ludovic Roux                                                | Normálsánc + 15 km | 211,5   | 29.     | +3:24      | 40:18,6 | 24.     | 43:42,6    | 26.        |
| François Braud Nicolas Bal Ludovic Roux Jason Lamy-Chappuis | Csapat             | 848,2   | 6.      | +1:05      | 50:19,6 | 6.      | 51:24,6    | 5.         |

* - egy másik versenyzővel azonos eredményt ért el

## Műkorcsolya
| Versenyző                   | Versenyszám  | Rövid program | Rövid program | Kűr    | Kűr   | Összesítés | Összesítés |
| Versenyző                   | Versenyszám  | Pont          | Hely.         | Pont   | Hely. | Pont       | Helyezés   |
| --------------------------- | ------------ | ------------- | ------------- | ------ | ----- | ---------- | ---------- |
| Frédéric Dambier            | Férfi egyéni | 61,17         | 19.           | 116,42 | 19.   | 177,59     | 19.        |
| Brian Joubert               | Férfi egyéni | 77,77         | 4.            | 135,12 | 7.    | 212,89     | 6.         |
| Marylin Pla Yannick Bonheur | Páros        | 44,24         | 14.           | 88,60  | 14.   | 132,84     | 14.        |

| Versenyző                             | Versenyszám | Kötelező tánc | Kötelező tánc | Eredeti (original) tánc | Eredeti (original) tánc | Kűr   | Kűr   | Összesítés | Összesítés |
| Versenyző                             | Versenyszám | Pont          | Hely.         | Pont                    | Hely.                   | Pont  | Hely. | Pont       | Helyezés   |
| ------------------------------------- | ----------- | ------------- | ------------- | ----------------------- | ----------------------- | ----- | ----- | ---------- | ---------- |
| Isabelle Delobel Olivier Schoenfelder | Jégtánc     | 36,44         | 7.            | 58,34                   | 4.                      | 99,50 | 2.    | 194,28     | 4.         |
| Nathalie Péchalat Fabian Bourzat      | Jégtánc     | 28,59         | 16.           | 44,07                   | 17.                     | 76,65 | 19.   | 149,31     | 18.        |

## Rövidpályás gyorskorcsolya
Férfi
| Versenyző           | Versenyszám | Előfutam | Előfutam | Negyeddöntő | Negyeddöntő | Elődöntő | Elődöntő | B döntő | B döntő | Döntő   | Döntő   | Helyezés |
| Versenyző           | Versenyszám | Idő      | Hely.    | Idő         | Hely.       | Idő      | Hely.    | Idő     | Hely.   | Idő     | Hely.   | Helyezés |
| ------------------- | ----------- | -------- | -------- | ----------- | ----------- | -------- | -------- | ------- | ------- | ------- | ------- | -------- |
| Maxime Chataignier  | 1000 m      | kizárták | kizárták | kiesett     | kiesett     | kiesett  | kiesett  | kiesett | kiesett | kiesett | kiesett | kiesett  |
| Maxime Chataignier  | 1500 m      | 2:23,966 | 4.       |             |             | kiesett  | kiesett  | kiesett | kiesett | kiesett | kiesett | 18.      |
| Jean-Charles Mattei | 1000 m      | 1:28,009 | 3.       | kiesett     | kiesett     | kiesett  | kiesett  | kiesett | kiesett | kiesett | kiesett | 16.      |
| Jean-Charles Mattei | 1500 m      | 2:43,543 | 5.       |             |             | kiesett  | kiesett  | kiesett | kiesett | kiesett | kiesett | 24.      |

Női
| Versenyző                                                         | Versenyszám  | Előfutam | Előfutam | Negyeddöntő | Negyeddöntő | Elődöntő | Elődöntő | B döntő  | B döntő | Döntő   | Döntő   | Helyezés |
| Versenyző                                                         | Versenyszám  | Idő      | Hely.    | Idő         | Hely.       | Idő      | Hely.    | Idő      | Hely.   | Idő     | Hely.   | Helyezés |
| ----------------------------------------------------------------- | ------------ | -------- | -------- | ----------- | ----------- | -------- | -------- | -------- | ------- | ------- | ------- | -------- |
| Stéphanie Bouvier                                                 | 500 m        | kizárták | kizárták | kiesett     | kiesett     | kiesett  | kiesett  | kiesett  | kiesett | kiesett | kiesett | kiesett  |
| Stéphanie Bouvier                                                 | 1000 m       | 1:33,197 | 4.       | kiesett     | kiesett     | kiesett  | kiesett  | kiesett  | kiesett | kiesett | kiesett | 20.      |
| Stéphanie Bouvier                                                 | 1500 m       | 2:35,410 | 1.       |             |             | kizárták | kizárták | kiesett  | kiesett | kiesett | kiesett | kiesett  |
| Choi Min-kyung                                                    | 1000 m       | 1:36,745 | 2.       | kizárták    | kizárták    | kiesett  | kiesett  | kiesett  | kiesett | kiesett | kiesett | kiesett  |
| Myrtille Gollin                                                   | 1500 m       | 2:38,442 | 4.       |             |             | kiesett  | kiesett  | kiesett  | kiesett | kiesett | kiesett | 19.      |
| Stéphanie Bouvier Choi Min-kyung Myrtille Gollin Céline Lecompére | 3000 m váltó |          |          |             |             | 4:21,898 | 3.       | 4:18,971 | 2.      |         |         | 5.       |

## Síakrobatika
Ugrás
| Versenyző       | Versenyszám | Selejtező | Selejtező | Döntő   | Döntő    |
| Versenyző       | Versenyszám | Pont      | Helyezés  | Pont    | Helyezés |
| --------------- | ----------- | --------- | --------- | ------- | -------- |
| Aurélien Lohrer | Férfi       | 188,27    | 22.       | kiesett | kiesett  |

Mogul
| Versenyző       | Versenyszám | Selejtező | Selejtező | Döntő   | Döntő    |
| Versenyző       | Versenyszám | Pont      | Helyezés  | Pont    | Helyezés |
| --------------- | ----------- | --------- | --------- | ------- | -------- |
| Guilbaut Colas  | Férfi       | 24,33     | 5.        | 23,60   | 10.      |
| Pierre Ochs     | Férfi       | 23,19     | 14.       | 21,37   | 17.      |
| Sylvain Palazot | Férfi       | 21,29     | 26.       | kiesett | kiesett  |
| Sandra Laoura   | Női         | 25,45     | 2.        | 25,37   |          |

## Sífutás
Férfi
| Versenyző                                                                | Versenyszám     | Selejtező | Selejtező | Negyeddöntő | Negyeddöntő | Elődöntő | Elődöntő | B döntő | B döntő | Döntő         | Döntő         |
| Versenyző                                                                | Versenyszám     | Idő       | Hely.     | Idő         | Hely.       | Idő      | Hely.    | Idő     | Hely.   | Idő           | Helyezés      |
| ------------------------------------------------------------------------ | --------------- | --------- | --------- | ----------- | ----------- | -------- | -------- | ------- | ------- | ------------- | ------------- |
| Roddy Darragon                                                           | Sprint          | 2:16,76   | 10.       | 2:21,9      | 2.          | 2:19,9   | 2.       |         |         | 2:27,1        |               |
| Jean-Marc Gaillard                                                       | 15 km           |           |           |             |             |          |          |         |         | 40:09,2       | 23.           |
| Jean-Marc Gaillard                                                       | 50 km           |           |           |             |             |          |          |         |         | 2:06:19,9     | 11.           |
| Emmanuel Jonnier                                                         | 30 km           |           |           |             |             |          |          |         |         | nem ért célba | nem ért célba |
| Emmanuel Jonnier                                                         | 50 km           |           |           |             |             |          |          |         |         | 2:06:13,5     | 4.            |
| Christophe Perrillat                                                     | 15 km           |           |           |             |             |          |          |         |         | 40:12,0       | 24.           |
| Christophe Perrillat                                                     | 30 km           |           |           |             |             |          |          |         |         | 1:20:12,0     | 34.           |
| Alexandre Rousselet                                                      | 15 km           |           |           |             |             |          |          |         |         | 39:48,4       | 18.           |
| Alexandre Rousselet                                                      | 30 km           |           |           |             |             |          |          |         |         | 1:19:17,0     | 26.           |
| Alexandre Rousselet                                                      | 50 km           |           |           |             |             |          |          |         |         | 2:07:01,5     | 26.           |
| Vincent Vittoz                                                           | 15 km           |           |           |             |             |          |          |         |         | 39:27,3       | 14.           |
| Vincent Vittoz                                                           | 30 km           |           |           |             |             |          |          |         |         | 1:17:07,5     | 6.            |
| Vincent Vittoz                                                           | 50 km           |           |           |             |             |          |          |         |         | 2:06:16,4     | 9.            |
| Christophe Perrillat Alexandre Rousselet Emmanuel Jonnier Vincent Vittoz | 4 × 10 km váltó |           |           |             |             |          |          |         |         | 1:44:22,8     | 4.            |

Női
| Versenyző                                                           | Versenyszám    | Selejtező | Selejtező | Negyeddöntő | Negyeddöntő | Elődöntő | Elődöntő | B döntő | B döntő | Döntő     | Döntő    |
| Versenyző                                                           | Versenyszám    | Idő       | Hely.     | Idő         | Hely.       | Idő      | Hely.    | Idő     | Hely.   | Idő       | Helyezés |
| ------------------------------------------------------------------- | -------------- | --------- | --------- | ----------- | ----------- | -------- | -------- | ------- | ------- | --------- | -------- |
| Élodie Bourgeois-Pin                                                | Sprint         | 2:24,77   | 55.       | kiesett     | kiesett     | kiesett  | kiesett  | kiesett | kiesett | kiesett   | 55.      |
| Élodie Bourgeois-Pin                                                | 10 km          |           |           |             |             |          |          |         |         | 29:40,6   | 22.      |
| Élodie Bourgeois-Pin                                                | 30 km          |           |           |             |             |          |          |         |         | 1:29:37,6 | 36.      |
| Aurélie Perrillat Storti                                            | Sprint         | 2:19,28   | 34.       | kiesett     | kiesett     | kiesett  | kiesett  | kiesett | kiesett | kiesett   | 34.      |
| Aurélie Perrillat Storti                                            | 10 km          |           |           |             |             |          |          |         |         | 30:35,9   | 37.      |
| Karine Philippot                                                    | 15 km          |           |           |             |             |          |          |         |         | 45:06,5   | 20.      |
| Karine Philippot                                                    | 30 km          |           |           |             |             |          |          |         |         | 1:24:06,1 | 11.      |
| Émilie Vina                                                         | Sprint         | 2:22,42   | 47.*      | kiesett     | kiesett     | kiesett  | kiesett  | kiesett | kiesett | kiesett   | 47.*     |
| Elodie Bourgeois Pin Aurélie Perrillat Storti                       | Csapatsprint   | 17:54,5   | 6.        |             |             |          |          |         |         | kiesett   | 11.      |
| Aurélie Perrillat Storti Karine Philippot Cecile Storti Émilie Vina | 4 × 5 km váltó |           |           |             |             |          |          |         |         | 56:41,4   | 9.       |

* - egy másik versenyzővel azonos eredményt ért el

## Snowboard
Halfpipe
| Versenyző        | Versenyszám | 1. selejtező | 1. selejtező | 2. selejtező | 2. selejtező | Döntő      | Döntő      | Döntő   | Helyezés |
| Versenyző        | Versenyszám | Pont         | Hely.        | Pont         | Hely.        | 1. forduló | 2. forduló | Hely.   | Helyezés |
| ---------------- | ----------- | ------------ | ------------ | ------------ | ------------ | ---------- | ---------- | ------- | -------- |
| Mathieu Crépel   | Férfi       | 37,4         | 8.           | 34,2         | 11.          | kiesett    | kiesett    | kiesett | 17.      |
| Gary Zebrowski   | Férfi       | 30,7         | 17.          | 43,3         | 2.           | 38,6       | 29,5       | 6.      | 6.       |
| Cécile Alzina    | Női         | 25,7         | 17.          | 28,0         | 13.          | kiesett    | kiesett    | kiesett | 19.      |
| Sophie Rodriguez | Női         | 33,9         | 7.           | 33,8         | 7.           | kiesett    | kiesett    | kiesett | 13.      |
| Doriane Vidal    | Női         | 34,5         | 6.           |              |              | 26,1       | 35,7       | 8.      | 8.       |

Parallel giant slalom
| Versenyző        | Versenyszám | Selejtező | Selejtező | Nyolcaddöntő                     | Negyeddöntő                 | Elődöntő                                   | Döntő                                              | Helyezés |
| Versenyző        | Versenyszám | Idő       | Hely.     | Ellenfél Eredmény                | Ellenfél Eredmény           | Ellenfél Eredmény                          | Ellenfél Eredmény                                  | Helyezés |
| ---------------- | ----------- | --------- | --------- | -------------------------------- | --------------------------- | ------------------------------------------ | -------------------------------------------------- | -------- |
| Mathieu Bozzetto | Férfi       | 1:12,02   | 13.       | Andreas Prommegger (AUT) · -0,54 | Gilles Jaquet (SUI) · -1,54 | Simon Schoch (SUI) · +0,38                 | Bronzmérkőzés · Sigi Grabner (AUT) · nem ért célba | 4.       |
| Nicolas Huet     | Férfi       | 1:10,72   | 7.        | Rok Flander (SLO) · +1,35        | kiesett                     | kiesett                                    | kiesett                                            | 10.      |
| Isabelle Blanc   | Női         | 1:22,67   | 14.       | Julie Pomagalski (FRA) · +1,77   | kiesett                     | kiesett                                    | kiesett                                            | 14.      |
| Julie Pomagalski | Női         | 1:21,02   | 3.        | Isabelle Blanc (FRA) · -1,77     | Daniela Meuli (SUI) · -1,43 | 5–8. helyért · Ursula Bruhin (SUI) · -4,76 | 5. helyért · Jekatyerina Tugyegeseva (RUS) · +1,04 | 6.       |

Snowboard cross
| Versenyző            | Versenyszám | Selejtező | Selejtező | Nyolcaddöntő | Negyeddöntő | Elődöntő | Döntő      | Helyezés |
| Versenyző            | Versenyszám | Idő       | Hely.     | Helyezés     | Helyezés    | Helyezés | Helyezés   | Helyezés |
| -------------------- | ----------- | --------- | --------- | ------------ | ----------- | -------- | ---------- | -------- |
| Paul-Henri de Le Rue | Férfi       | 1:21,21   | 10.       | 2.           | 2.          | 1.       | 3.         |          |
| Xavier de Le Rue     | Férfi       | 1:20,97   | 5.        | 3.           | kiesett     | kiesett  | kiesett    | 18.      |
| Sylvain Duclos       | Férfi       | 1:22,55   | 25.       | 4.           | kiesett     | kiesett  | kiesett    | 29.      |
| Pierre Vaultier      | Férfi       | 1:23,75   | 35.       | kiesett      | kiesett     | kiesett  | kiesett    | 35.      |
| Déborah Anthonioz    | Női         | 1:30,89   | 9.        |              | 3.          |          | C-döntő 2. | 10.      |
| Marie Laissus        | Női         | 1:30,46   | 8.        |              | 2.          | 3.       | B-döntő 4. | 8.       |
| Julie Pomagalski     | Női         | 1:36,32   | 23.       |              | kiesett     | kiesett  | kiesett    | 23.      |
| Karine Ruby          | Női         | 1:31,03   | 11.       |              | 4.          |          | D-döntő 4. | 16.      |

## Szkeleton
| Versenyző        | Versenyszám | 1. futam | 1. futam | 2. futam | 2. futam | Összesítés | Összesítés |
| Versenyző        | Versenyszám | Idő      | Hely.    | Idő      | Hely.    | Idő        | Helyezés   |
| ---------------- | ----------- | -------- | -------- | -------- | -------- | ---------- | ---------- |
| Philippe Cavoret | Férfi       | 59,79    | 19.      | 59,08    | 9.       | 1:58,87    | 14.        |